# یواس‌ان‌اس میشن سن فرانسیسکو (تی-ای‌او-۱۲۳)
یواس‌ان‌اس میشن سن فرانسیسکو (تی-ای‌او-۱۲۳) (به انگلیسی: USNS Mission San Francisco (T-AO-123)) یک کشتی بود که طول آن ۵۲۴ فوت (۱۶۰ متر) بود. این کشتی در سال ۱۹۴۵ ساخته شد.